# Têtes brûlées (aliment)
Pour les articles homonymes, voir les Têtes brûlées.
Têtes brûlées est une marque commerciale appartenant à Verquin Confiseur sous laquelle est commercialisée une gamme de bonbons acidulés; elle est également la propriété de Têtes Brûlées Expérience pour tous les marchés en déhors des bonbons (Glaces, Boissons, jouets,...).
Les bonbons Têtes brulées se présentent sous la forme de billes recouvertes d'acide citrique pour créer une sensation acide lors de la consommation. 

## Histoire
Fabriqués jusqu'à la fin des années 2000 par la Société Européenne de confiseries, les bonbons têtes brûlées accèdent à la notoriété après le rachat de cette entreprise par la société Verquin Confiseur en 2008 sous l'impulsion de son dirigeant de l'époque, Luc-Pierre Verquin. Cette société était jusque-là connue pour fabriquer la pastille du mineur.
Si la distribution de la confiserie était limitée, une campagne marketing sort le produit des boulangeries pour viser la grande distribution. Entre 2013 et 2015, les ventes sont multipliées par 40 pour atteindre près de 8,3 millions de sachets vendus. La confiserie représente ainsi 60 % des ventes de l'entreprise et commence à s'exporter à l'international sous le nom de Head Bangers.